# Хилсборо (Њу Хемпшир)
Хилсборо (енгл. Hillsborough) насељено је место без административног статуса у америчкој савезној држави Њу Хемпшир.

## Демографија
По попису из 2010. године број становника је 1.976, што је 134 (7,3%) становника више него 2000. године.
| Група             | 2000.         | 2010.         |
| Белци             | 1.789 (97,1%) | 1.861 (94,2%) |
| Афроамериканци    | 2 (0,1%)      | 14 (0,7%)     |
| Азијати           | 27 (1,5%)     | 16 (0,8%)     |
| Хиспаноамериканци | 6 (0,3%)      | 33 (1,7%)     |
| Укупно            | 1.842         | 1.976         |